# Alliance française en Italie
 (février 2025).
 (février 2025).
Si vous disposez d'ouvrages ou d'articles de référence ou si vous connaissez des sites web de qualité traitant du thème abordé ici, merci de compléter l'article en donnant les références utiles à sa vérifiabilité et en les liant à la section « Notes et références ».
Avec 36 associations, l'Italie dispose du réseau d'Alliances françaises le plus dense d'Europe. La première Alliance française d'Italie fut créée en 1946 à Bologne.

## Organisation du réseau en Italie

### La Délégation générale de l'Alliance française en Italie
Représentant de la Fondation Alliance française sur le territoire national, le délégué général coordonne et anime l’ensemble du réseau italien des Alliances françaises, en partenariat avec la Fédération des Alliances françaises d’Italie. À la croisée des services et des institutions, il assure le lien entre le réseau des alliances, la Fondation Alliance française et le ministère français des Affaires étrangères, notamment le Service de coopération et d’action culturelle / Institut français de l’Ambassade de France en Italie.
La principale mission du délégué général est de développer une politique de diffusion de la langue et de la culture françaises en Italie. Au service de toutes les Alliances françaises d’Italie, il les soutient et les conseille, leur propose des actions linguistiques et culturelles, centralise l’échange des ressources et facilite la mutualisation des compétences présentes dans l’ensemble du réseau.
La fonction de délégué général est cumulée depuis 2010 avec celle de directeur de l'Alliance française de Turin. Elle a été confiée jusqu'en 2018 à Fabrice Placet, qui avait succédé à Marion Mistichelli, Frédéric Bouilleux et Sandra Troise. Depuis 2019 il y a un Coordinateur local qui dépend de l'Ambassade de France en Italie. Ce rôle est assuré par Antonia Sandez-Negrini qui garde aussi la fonction de directrice de l’Alliance française de Turin.

### La Fédération des Alliances françaises d'Italie
La Fédération des Alliances françaises d’Italie voit le jour en 1996. Elle émane de la volonté de la plupart des Alliances italiennes de se réunir au sein d’une association plus globale. Sa vocation première est de créer une dynamique de réseau : elle promeut des tournées régionales voire nationales ou internationales et facilite ainsi une meilleure coopération entre les Alliances.
En étroite collaboration avec le délégué général de la Fondation Alliance française, la Fédération contribue à professionnaliser les activités proposées par le réseau et à valoriser son offre linguistique et culturelle. L'actuel président de la Fédération des Alliances Françaises d'Italie,est M. Raffaele Romano, élu pour la première fois à Catanzaro le 18 avril 2015, confirmé d'abord à Matera le 24 mars 2018, puis le 27 mars 2021 en assemblée générale, via visioconférence.

### Les Alliances françaises sur le territoire
Au 1er janvier 2013, le réseau italien se compose de 36 Alliances réparties sur 17 régions italiennes: Vallée d'Aoste, Piémont, Ligurie, Lombardie, Vénétie, Frioul-Vénétie Julienne, Émilie-Romagne, Toscane, Marches, Ombrie, Latium, Campanie, Pouilles, Basilicate, Calabre, Sicile et Sardaigne.

## Les missions et activités de l'Alliance française en Italie
L'Alliance française en Italie est chargée, comme partout dans le monde, de la promotion de la langue et de la culture françaises.

### Cours, préparations et diplômes
Sur les 38 Alliances françaises d’Italie, 35 sont des structures enseignantes. Ces centres de langue proposent un service de proximité qui s'avère plus adapté aux exigences locales.
Grâce à des enseignants qualifiés, les Alliances françaises d’Italie garantissent des cours variés, adaptés aux besoins des apprenants et constamment actualisés à la lumière des ressources et des pratiques pédagogiques nouvelles. Tous les cours sont conformes aux exigences du Cadre européen commun de référence pour les langues (CECRL).
Les Alliances françaises en Italie sont également des centres de préparation aux diplômes et certifications du ministère français de l'Éducation nationale à valeur nationale et internationale : le Diplôme d’études en langue française (DELF) et le Diplôme approfondi de langue française (DALF).

### Formation de formateurs
Depuis 2006, les Alliances françaises d'Italie mènent sur l’ensemble du territoire de la péninsule des actions de formation continue pour les enseignants communément appelées « Journées pour le français » qui contribuent à l’échange des bonnes pratiques et à la diffusion des dernières innovations pédagogiques.

### Culture française et francophones
Les Alliances françaises d'Italie sont les acteurs du rapprochement culturel entre la France et l’Italie. Elles rendent possible les échanges entre la culture locale et les cultures française et francophones et donc prennent part à la diversité et au dialogue entre les cultures.
Le réseau propose annuellement de nombreuses manifestations culturelles, artistiques et sociales, bien souvent en partenariat avec les institutions culturelles et éducatives locales. Il développe une coopération active avec les services de culture et d’éducation des mairies, des Provinces et des Régions italiennes.

## Liste des Alliances françaises en Italie (et Saint-Marin)
| ville(s)           | date de création                                                     | enseignante |
| ------------------ | -------------------------------------------------------------------- | ----------- |
| Aoste              | 1979                                                                 | oui         |
| Avellino           | 1985                                                                 |             |
| Bari               | 1965                                                                 | oui         |
| Basilicate         | 2008 AF de Potenza, de février 2014 Alliance Française de Basilicate | oui         |
| Biella             | 1947                                                                 |             |
| Bologne            | 1946                                                                 |             |
| Cagliari           | 1985                                                                 |             |
| Caltanisetta       | inconnue                                                             |             |
| Carrare            | 1986                                                                 |             |
| Catane             | 1950                                                                 |             |
| Catanzaro          | 1982                                                                 |             |
| Cosenza            | 1977                                                                 |             |
| Coni               | 1990                                                                 |             |
| Foligno            | 2006                                                                 |             |
| Gênes              | 2005 (CCF en 1958)                                                   | oui         |
| La Spezia          | 1953                                                                 |             |
| Lecce              | 1975                                                                 |             |
| Messine            | 1958                                                                 |             |
| Padoue             | 2000                                                                 |             |
| Rreggio de Calabre | 1953                                                                 |             |
| Rimini             | 1987                                                                 |             |
| Rome               | 1994 succédant au Centre culturel français de Rome                   | oui         |
| Rovigo             | 1990                                                                 |             |
| San Benedetto      | 1998                                                                 |             |
| Saint-Marin        | 1987                                                                 |             |
| Salerne            | 2021                                                                 | oui         |
| Sassari            | inconnue                                                             |             |
| Sud Latium         | 2008                                                                 |             |
| Tarente            | 1968                                                                 |             |
| Trévise            | 1967                                                                 |             |
| Trieste            | 1960                                                                 |             |
| Turin              | 2010 (CCF en 1953)                                                   | oui         |
| Valdinievole       | 1992                                                                 |             |
| Venise             | 1986                                                                 | oui         |
| Vérone             | 1954                                                                 | oui         |
| Viareggio          | inconnue                                                             |             |
| Vicence            | 1988                                                                 |             |
| Vintimille         | 1990                                                                 |             |